# Matthias Gálvez
Matthias Gálvez (* 1974 in Berlin) ist ein deutscher Maler.

## Werdegang
2001 nahm Gálvez ein Studium der Malerei an der Kunsthochschule Weißensee in Berlin bei  Werner Liebmann auf und erlangte 2006 das Diplom. 2008 war er Meisterschüler bei  Liebmann. Gálvez fertigt hauptsächlich großformatige Bilder, in deren Zentrum menschliche Figuren, einzeln oder in Gruppen, stehen. Er lebt und arbeitet in Berlin.

## Ausstellungen (Auswahl)
(Quelle: )

### Einzelausstellungen
- 2024 "Frozen Moments" Galerie Köppe Contemporary, Berlin[4]
- 2023: "Landflucht", Galerie Teterow, Teterow[5]
- 2017 "Niemandsland" Galerie Westphal Berlin, Berlin[6]
- 2015 "Die Enthusiasten" Galerie Thomas Fuchs, Stuttgart[7]
- 2012: "Warte nicht auf bessre Zeiten", Galerie Rosendahl, Thöne & Westphal, Berlin[8]

### Gruppenausstellungen
- 2020   "Manifest",  Uferhallen, Berlin[9]
- 2012: "Femme debout - face et dos", Galerie Rosendahl, Thöne & Westphal, Berlin
- 2011: "Kunstaktien", Gruppenausstellung, Uferhallen, Berlin
- 2011: "Szenenwechsel" Teil 1, Galerie Rosendahl, Thöne & Westphal, Berlin
- 2010: "One on One-Kokerei", Kokerei Hansa, Dortmund
- 2010: "Already a Year", Galerie Stefan Westphal, Berlin
- 2009: "Out of Wedding", Uferhallen, Berlin
- 2009: "Open your Mind", Galerie Aki, Taipeh, Taiwan
- 2009: "Lets go East", Galerie E105, Bonn